# Mitchell Mulhern
Mitchell Mulhern (22 de gener de 1991) és un ciclista australià, professional des del 2014, actualment milita a l'equip Delta Cycling Rotterdam. Combina la carretera amb el ciclisme en pista. En aquesta disciplina ha aconseguit els majors èxits destacant una medalla d'or als Campionats del món de Persecució per equips.

## Palmarès en pista
- 2012
  - Campió d'Oceania en Persecució per equips, amb Alexander Morgan, Luke Davison i Miles Scotson
- 2014
  -  Campió del món de persecució per equips, amb Glenn O'Shea, Alexander Edmondson i Luke Davison

### Resultats a laCopa del Món
- 2013-2014
  - 1r a Aguascalientes, en Persecució per equips